# Sachsendorf (Erlau)
Sachsendorf ist ein Ortsteil der Gemeinde Erlau im sächsischen Landkreis Mittelsachsen. Er wurde mit seinem Ortsteil Theesdorf und dem in der Sachsendorfer Flur liegenden Teil des Wohnplatzes Obstmühle am 1. Januar 1994 nach Milkau eingemeindet, mit dem er am 1. Januar 1999 zur Gemeinde Erlau kam.

## Geographie

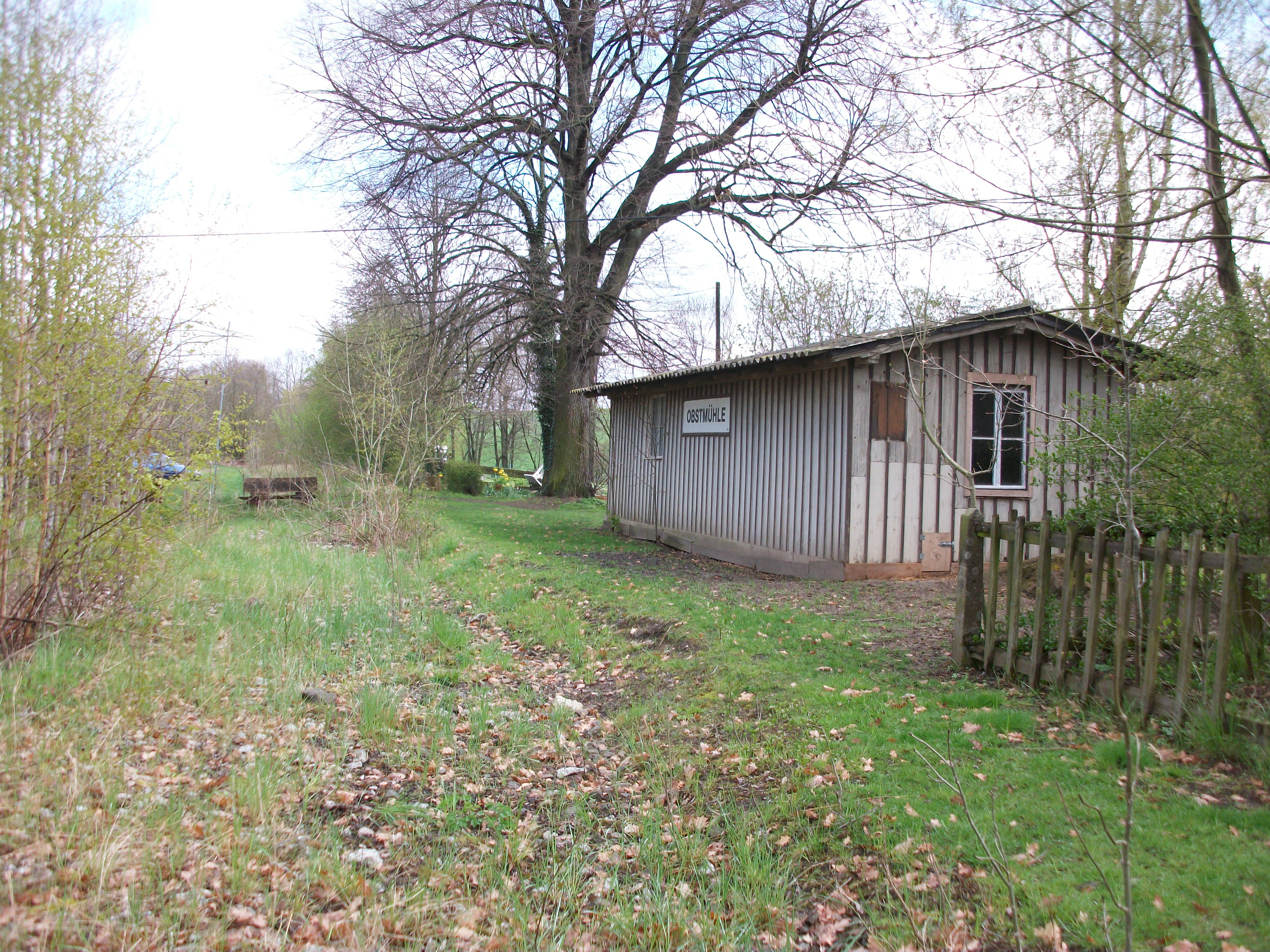
Ehemaliger Haltepunkt Obstmühle (2016)

### Geographische Lage und Verkehr
Sachsendorf liegt im Nordwesten der Gemeinde Erlau. In der Ortsflur befindet sich der bewohnte Teil des Wohnplatzes Obstmühle. Die südliche Ortsflur von Sachsendorf begrenzt der Aubach, der bei Stöbnig in die Zwickauer Mulde mündet. Im Tal des Aubachs südlich von Sachsendorf befindet sich das Mühlental mit der Obermühle (Obstmühle), der Trenkenmühle (Singermühle) und der Niedermühle (Walthermühle).
Zwischen 1893 und 1997 besaß Sachsendorf mit dem Haltepunkt Obstmühle im Aubachtal südlich des Orts eine Station an der heute stillgelegten Bahnstrecke Rochlitz–Waldheim. Die Bundesstraße 175 führt durch die nördlich gelegenen Nachbarorte.

### Nachbarorte
|                                                     | Zschaagwitz mit Neuzschaagwitz              | Aitzendorf          |
| Döhlen mit Neutaubenheim, Neudörfchen und Neuwerder | Kompassrose, die auf Nachbargemeinden zeigt | Theesdorf           |
| Gröblitz                                            | Zschauitz, Gröbschütz                       | Milkau (Großmilkau) |

## Geschichte

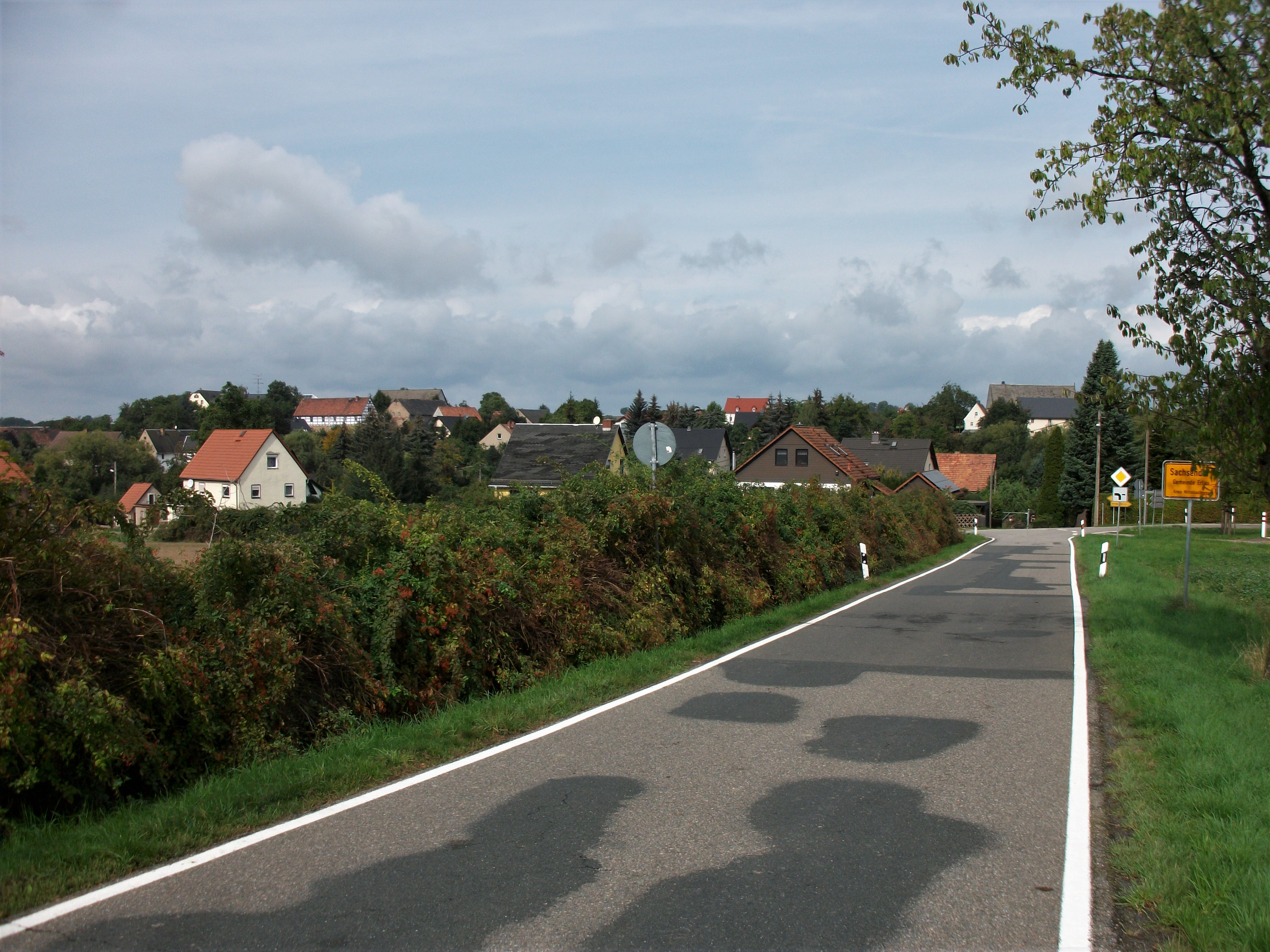
Blick auf Sachsendorf (Erlau)

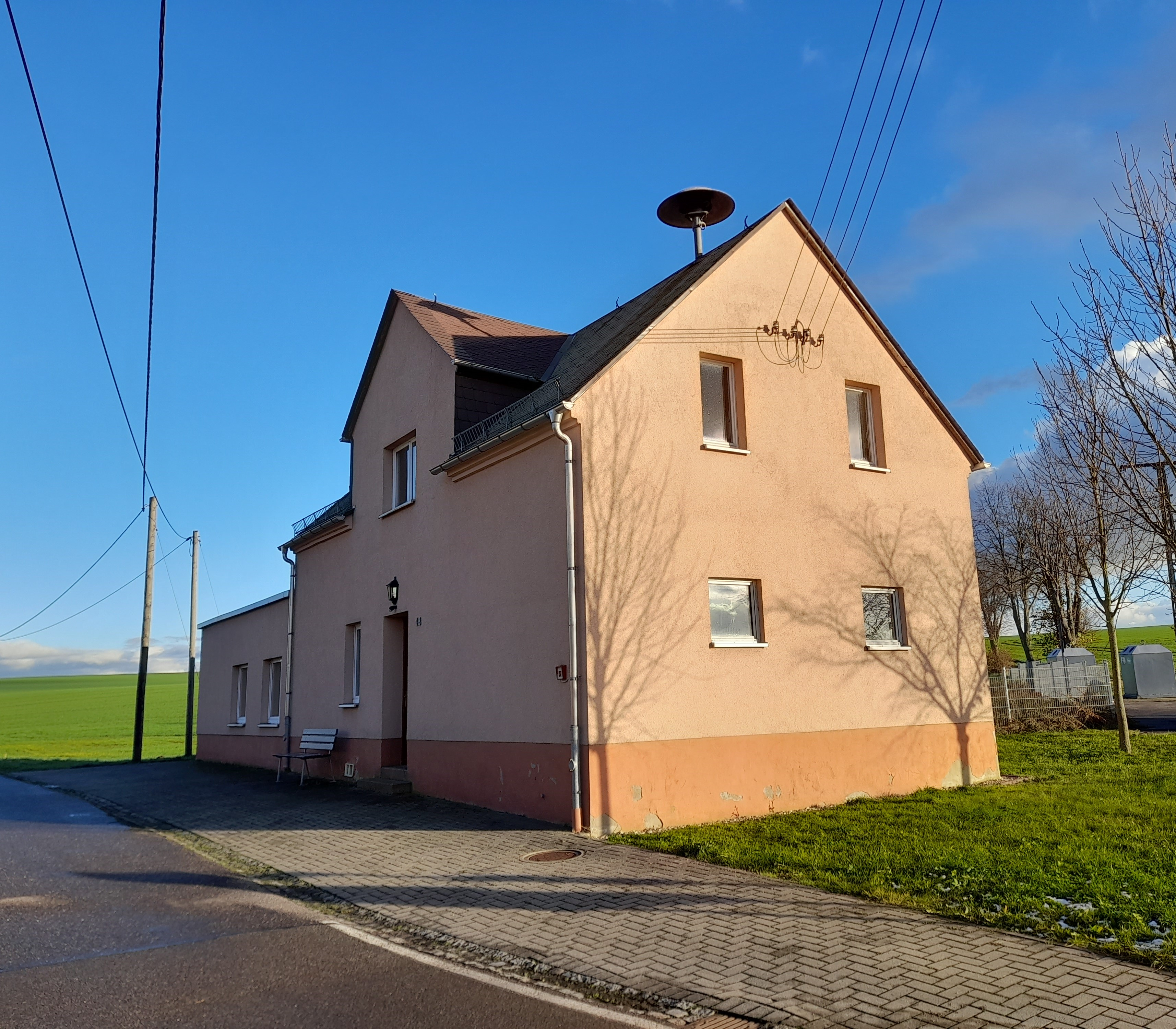
Ehemaliges Gemeindehaus von Sachsendorf

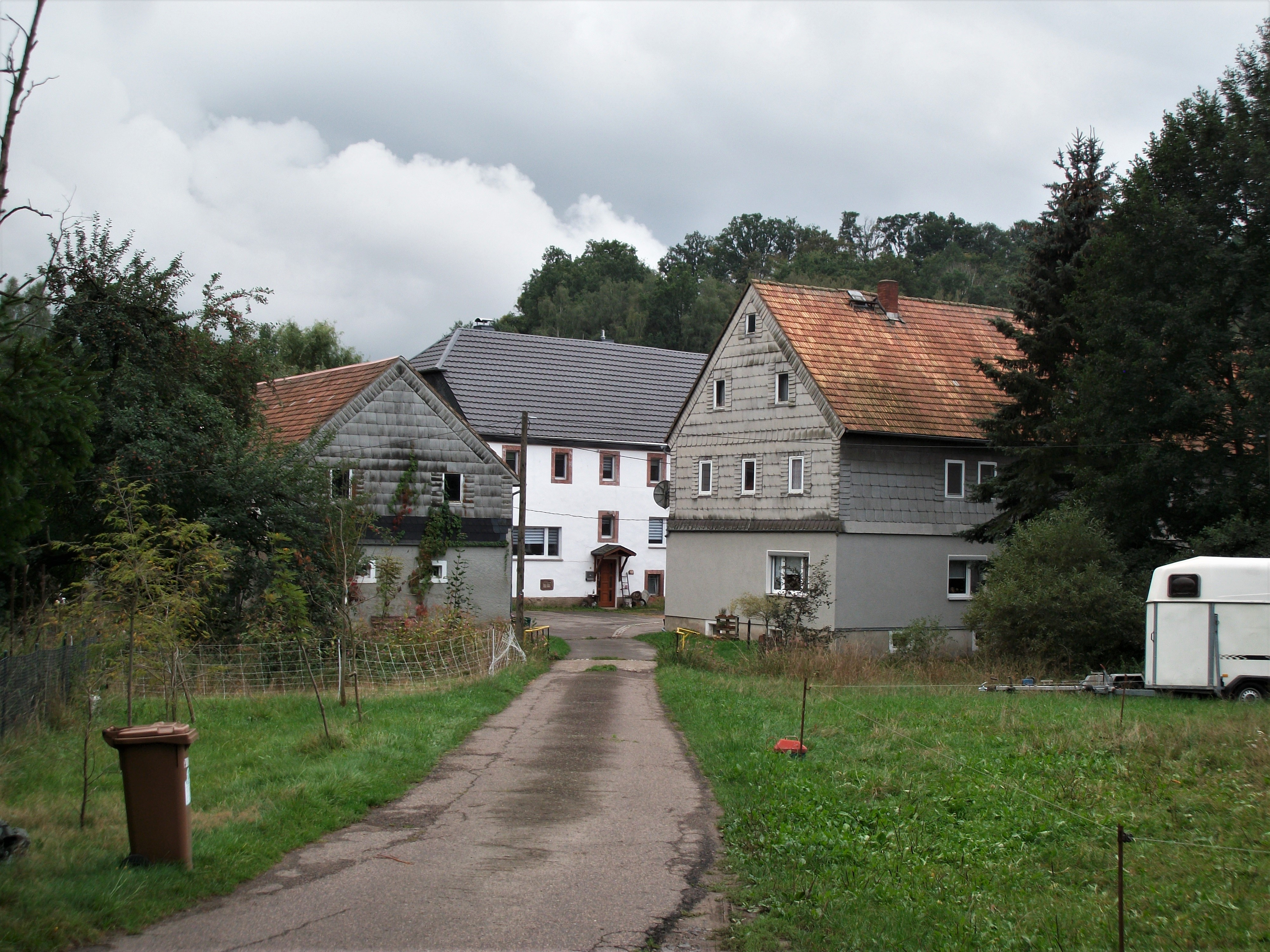
Trenkenmühle / Singermühle (Sachsendorf)

Das Platzdorf Sachsendorf wurde erstmals im Jahr 1325 als „Sachsindorf“ erwähnt. Für die südlich der Ansiedlung im Aubachtal (Mühlental) gelegenen drei Mühlen sind folgende Daten der urkundlichen Ersterwähnung bekannt: 1524 die „Steinmühle“ (heute: „Obermühle“ bzw. „Obstmühle“), 1534 die „Trenkenmühle“ / „Singermühle“ und 1562 die „Niedermühle“ / „Walthermühle“. Bezüglich der Grundherrschaft gehörte Sachsendorf um 1551 zum Rittergut Döhlen. Von 1590 bis 1856 war der Ort Amtsdorf im kursächsischen bzw. königlich-sächsischen Amt Rochlitz. Kirchlich ist Sachsendorf seit jeher anteilig nach Seelitz und Großmilkau gepfarrt.
Bei den im 19. Jahrhundert im Königreich Sachsen durchgeführten Verwaltungsreformen wurden die Ämter aufgelöst. Dadurch kam Sachsendorf im Jahr 1856 unter die Verwaltung des Gerichtsamts Rochlitz und 1875 an die neu gegründete Amtshauptmannschaft Rochlitz. Mit der Eröffnung der Bahnstrecke Waldheim–Rochlitz am 7. Dezember 1893 wurde im Aubachtal südlich von Sachsendorf die Haltestelle Obstmühle nahe der gleichnamigen Mühle errichtet. Gegenüber der Station eröffnete 1895 die „Gaststätte Obstmühle“.
Der Nachbarort Theesdorf wurde am 1. Mai 1936 nach Sachsendorf eingemeindet. Durch die zweite Kreisreform in der DDR im Jahr 1952 wurde die Gemeinde Sachsendorf mit Theesdorf dem Kreis Rochlitz im Bezirk Chemnitz (1953 in Bezirk Karl-Marx-Stadt umbenannt) angegliedert. Nachdem die Niedermühle (Walthermühle) im Jahr 1938 und die Trenkenmühle (Singermühle) im Jahr 1960 ihren Mühlenbetrieb einstellten, war die Obstmühle (Obermühle) bis zu deren Einstellung im Jahr 1986 die letzte verbliebene aktive Mühle im Ort. Nach der Schließung der Theesdorfer Schule im Jahr 1968, in welche die Sachsendorfer seit 1895 eingeschult wurden, besuchten die Theesdorfer und Sachsendorfer Schüler die Zentralschule in Milkau.
Seit 1990 gehörte Sachsendorf mit Theesdorf zum sächsischen Landkreis Rochlitz, der 1994 im neu gebildeten Landkreis Mittweida und 2008 im Landkreis Mittelsachsen aufging.
Die Gemeinde Sachsendorf mit Obstmühle und dem Ortsteil Theesdorf wurde am 1. Januar 1994 nach Milkau eingemeindet, welches wiederum am 1. Januar 1999 in die Gemeinde Erlau eingegliedert wurde. Nachdem der Personenverkehr auf der Bahnstrecke Waldheim–Rochlitz zum 1. Juni 1997 eingestellt wurde, ging der Haltepunkt Obstmühle ein Jahr vor der Stilllegung der Strecke außer Betrieb.

## Kulturdenkmale
Für die Kulturdenkmale des Ortes siehe die Liste der Kulturdenkmale in Sachsendorf.